# Конституционный референдум в Южной Корее (1980)
Конституционный референдум 1980 года в Южной Корее состоялся 22 октября. Референдум был организован президентом Чон Ду Хваном и его окружением с целью внесения изменений в действовавшую в тот момент конституцию Юсин.
Проект новой конституции предусматривал непрямые президентские выборы, 7-летний срок полномочий президента, право президента на введение чрезвычайного положения и роспуск парламента, а также право финансирования правящей партии государством.
Явка на референдум составила 95,5 %, из числа принявших участие 91,6 % высказались «за».

## Результаты референдума
| Выбор                   | Число поданных голосов | %    |
| ----------------------- | ---------------------- | ---- |
| За                      | 17 829 354             | 91,6 |
| Против                  | 1 357 673              | 8,4  |
| Испорченных бюллетеней  | 266 899                | -    |
| Всего                   | 19 453 926             | 100  |
| Источник: Nohlen et al. |                        |      |